# Damernas lagförföljelse i bancykling vid olympiska sommarspelen 2012
Damernas lagförföljelse i bancykling vid olympiska sommarspelen 2012 avgjordes mellan den 3 och 4 augusti i London. Turneringen hölls vid London Velopark vars velodrom är 250 m lång.

## Medaljörer
| Event                   | Guld                                                    | Silver                                     | Brons                                                |
| Damernas lagförföljelse | Storbritannien Danielle King Laura Trott Joanna Rowsell | USA Sarah Hammer Dotsie Bausch Jennie Reed | Kanada Tara Whitten Gillian Carleton Jasmin Glaesser |

## Resultat

### Kvalomgång

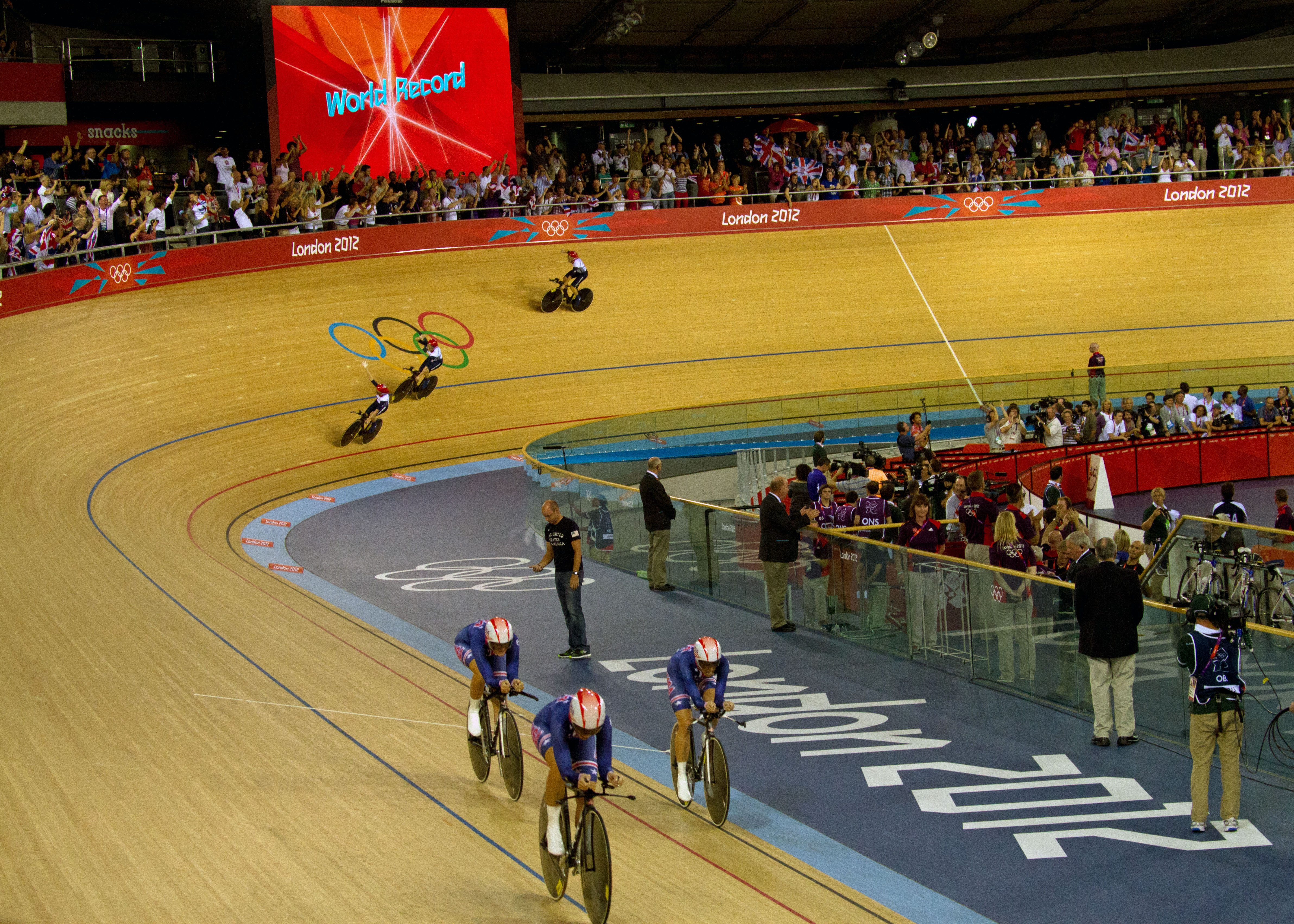
Det brittiska laget går i mål på en världsrekordtid i finalen.

| Placering | Land           | Cyklister                                             | Resultat | Noteringar |
| --------- | -------------- | ----------------------------------------------------- | -------- | ---------- |
| 1         | Storbritannien | Danielle King Laura Trott Joanna Rowsell              | 3:15.669 | Q, VR      |
| 2         | USA            | Sarah Hammer Dotsie Bausch Jennie Reed                | 3:19.406 | Q          |
| 3         | Australien     | Annette Edmondson Melissa Hoskins Josephine Tomic     | 3:19.719 | Q          |
| 4         | Kanada         | Tara Whitten Gillian Carleton Jasmin Glaesser         | 3:19.816 | Q          |
| 5         | Nya Zeeland    | Lauren Ellis Jaime Nielsen Alison Shanks              | 3:20.421 | Q          |
| 6         | Nederländerna  | Kirsten Wild Amy Pieters Ellen van Dijk               | 3:21.602 | Q          |
| 7         | Tyskland       | Judith Arndt Charlotte Becker Lisa Brennauer          | 3:22.058 | Q          |
| 8         | Belarus        | Tatsiana Sjarakova Alena Djlko Aksana Papko           | 3:22.850 | Q          |
| 9         | Ukraina        | Jelizaveta Botjkarova Svitlana Galjuk Lesja Kaliovska | 3:25.160 |            |
| 10        | Kina           | Jiang Fan Jiang Wenwen Liang Jing                     | 3:26.049 |            |

| H | P | Lag            | Tid      |
| - | - | -------------- | -------- |
| 4 | 1 | Storbritannien | 3:14.682 |
| 3 | 2 | USA            | 3:16.853 |
| 3 | 3 | Australien     | 3:16.935 |
| 4 | 4 | Kanada         | 3:17.454 |
| 2 | 5 | Nya Zeeland    | 3:18.514 |
| 1 | 6 | Nederländerna  | 3:20.013 |
| 1 | 7 | Tyskland       | 3:21.086 |
| 2 | 8 | Belarus        | 3:21.942 |

| P | Lag            | Tid      |
| - | -------------- | -------- |
| 1 | Storbritannien | 3.14,051 |
| 2 | USA            | 3.19,727 |
| 3 | Kanada         | 3.17,915 |
| 4 | Australien     | 3.18,096 |

| P | Lag           | Tid      |
| - | ------------- | -------- |
| 5 | Nya Zeeland   | 3.19,351 |
| 6 | Nederländerna | 3.23,256 |
| 7 | Belarus       | 3.20,245 |
| 8 | Tyskland      | 3.20,824 |